# Aalten
Pour les articles homonymes, voir Aalten (homonymie).
Aalten est une ville et une commune des Pays-Bas, qui comptait de 27 557 habitants en 2006. Elle est située dans la province de Gueldre.

## Politique et administration

### Liste des bourgmestres successifs
| Portrait                                                             | Identité                          | Période          | Période      | Durée                     | Étiquette                | Fonction              |
| Portrait                                                             | Identité                          | Début            | Fin          | Durée                     | Étiquette                | Fonction              |
| -------------------------------------------------------------------- | --------------------------------- | ---------------- | ------------ | ------------------------- | ------------------------ | --------------------- |
| Bert Berghoef                                                        | Bert Berghoef (d) (né en 1949)    | 1er octobre 2005 | janvier 2017 | 11 ans et 3 mois          | Appel chrétien-démocrate |                       |
| Pas de portrait sous licence libre disponible pour Arnold Gerritsen. | Arnold Gerritsen (d) (né en 1948) | 2017             | 2017         | moins d’un an             |                          | Maire par intérim (d) |
| Anton Stapelkamp                                                     | Anton Stapelkamp (d) (né en 1961) | 22 décembre 2017 | En cours     | 7 ans, 2 mois et 21 jours | Union chrétienne         |                       |

### Jumelages
| Ville | Ville     | Pays | Pays      |
| ----- | --------- | ---- | --------- |
|       | Neuenrade |      | Allemagne |
|       | Szubin    |      | Pologne   |
|       | Świdnik   |      | Pologne   |

## Personnalités
- Loek Beernink (1986-), actrice et chanteuse née à Aalten.
- Dela Maria Vaags (1956-2011), actrice née à Aalten.